# Yngve Persson
Erik Yngve Persson, född 7 februari 1911 i Rengsjö församling, död 21 augusti 1991 i Sankt Görans församling, Stockholms län, var en svensk fackförbundsledare och socialdemokratisk politiker.

## Biografi
Persson inledde sin fackliga karriär som ombudsman i Sågverksarbetareförbundet 1937 och tio år senare valdes han till andre förbundssekreterare i förbundet. Vid sammanslagningen med Träindustriarbetareförbundet 1949 behöll han sitt uppdrag som andre förbundssekreterare fram till 1954 då han valdes till förbundsordförande, ett uppdrag han behöll fram till 1971.  Han var ledamot av första kammaren 1964–1970. Han var också ledamot av den nya enkammarriksdagen från 1971, invald i Stockholms stads valkrets. Persson drevs av ett rättvisepatos och ansågs av samtiden som en rättfram och mycket stridbar företrädare, något som ledde till att han i vissa kretsar ansågs obekväm. Av strategiska skäl framfördes därför ofta hans åsikter och förslag av andra då han betraktades som så kontroversiell att hans idéer riskerade att motarbetas; en av dem som hjälpte till i sådana sammanhang var generationskamraten Arne Geijer.
Han var verksam i Kunskapsrörelsen och i Riksförbundet Narkotikafritt Samhälle.